# 三多商圈

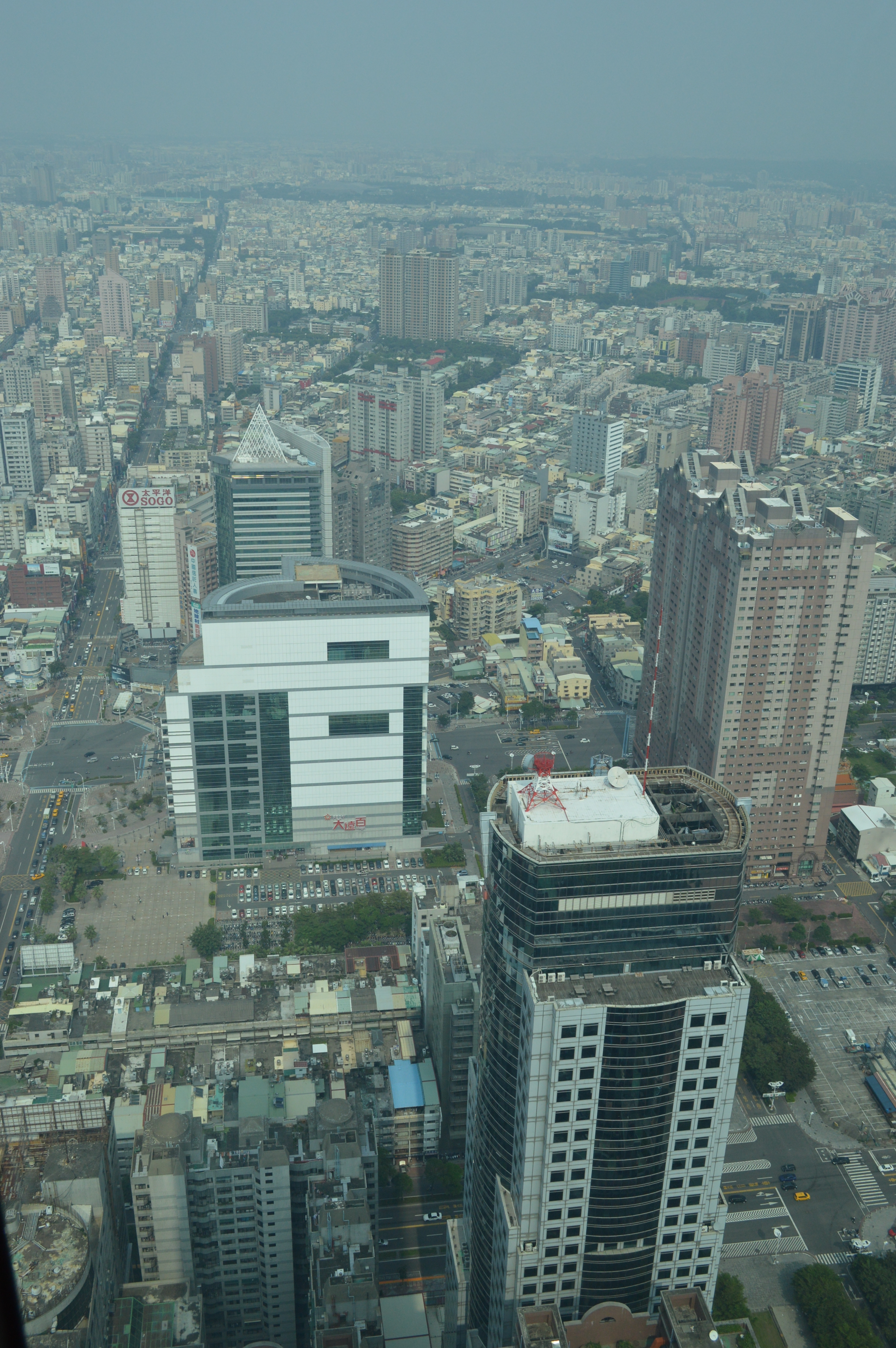
從八五大樓望三多商圈

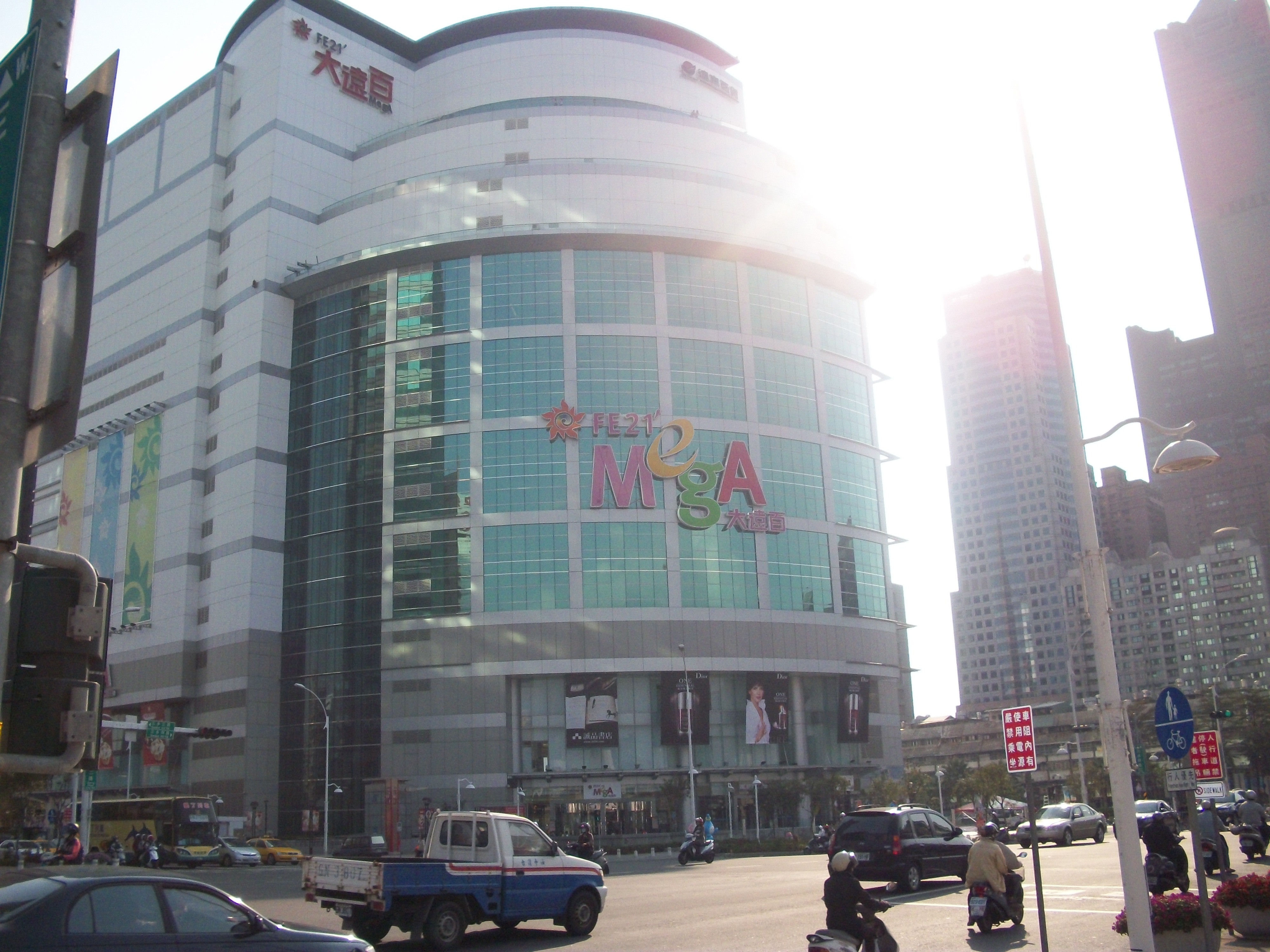
高雄大遠百

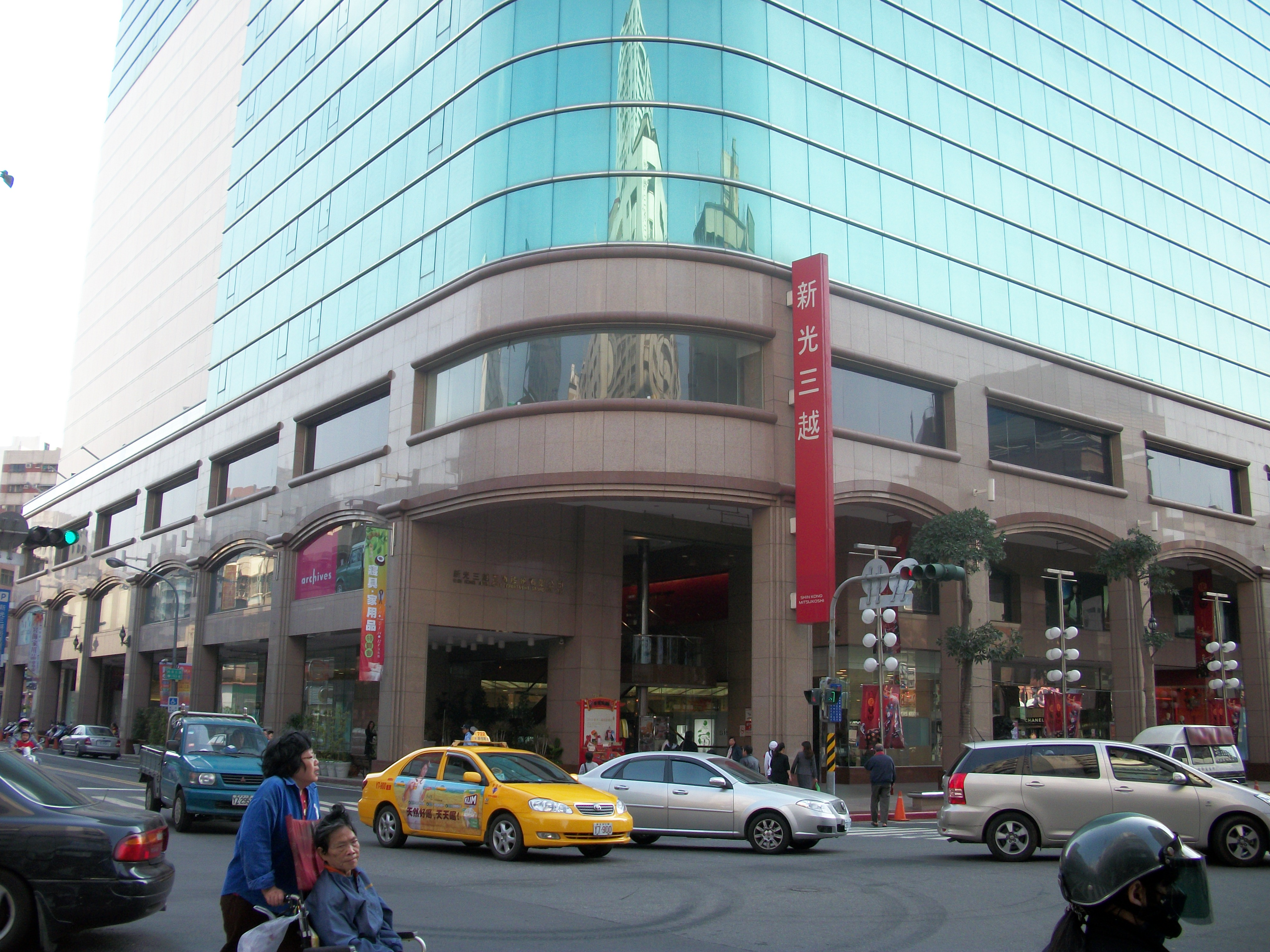
新光三越高雄三多店

高雄三多商圈，以三多路以及中山路為商圈主要幹道，和夢時代商圈、五福商圈、巨蛋商圈並列高雄四大商圈，為臺灣高雄市在1990年代至2000年代開始興起的商圈。
在新光三越百貨和太平洋崇光百貨（今遠東SOGO百貨）相繼於高雄市開設分店後，除了衝擊高雄市百貨業的生態外，周邊的服飾、雜貨舖等也應運而生，各式真品平行輸入化妝品、皮包、日用品等雜貨琳瑯滿目，深得當地青少年的青睞，加上林森路的傳統夜市，三多商圈便在1990年代末期開始崛起，再之後高雄大遠百購物中心以全新面貌開幕後，更使得百貨市場更為競爭，同時也建立更完善的機能。
高雄捷運紅線開通及漢神巨蛋開幕後，北高雄巨蛋商圈與三多商圈扮演著相互競爭的角色，雖然三多商圈仍持續扮演高雄市「地王」的角色，但百貨業績逐漸下滑。
三多商圈目前已和高雄市政府推動的亞洲新灣區相連，同時市政府也藉由後者帶動三多商圈多方面的交通生活、多元化的購物品質以及國際化的觀光環境，為三多商圈打出國際化多元化的「新生活空間」。

## 歷史發展
三多商圈的發展隨著高雄市的城市商業及工業活動牽動而發展，三多商圈的建立，為高雄建立了不一樣的環境及生活，同時也開創高雄發展的指標。

### 前期發展—誕生商圈
日治時期之前，高雄憑藉著地理上的優勢發展出漁業生活。而三多商圈所座落的區塊亦受其優勢影響，在發展初期，此一區塊的人民靠著近海漁業生活而發展出漁村，也因此吸引不少人因為漁業生活的關係入住三多商圈的區塊。
日治後期，1936年時日治政府提出「大高雄都市計畫」，其中提到高雄都市發展的大體方針，同時也針對到中山路（舊稱昭和通）做完善的規劃，方向包含了拓寬道路開發、周邊發展，促使中山路段的三多商圈，開始有了城市現代化的發展。
1940年，唐榮於目前三多商圈的位置創立了唐榮鐵工廠。使得三多商圈更進一步在工業發展上有重大突破，同時也促使三多商圈這一區塊的人口密集度緩緩提升。

### 中期發展—商業活動漸起
二次大戰後的高雄市區整體發展方向則從高雄火車站往南發展。1961年後，中山路開始出現各種不一樣的商店及商品進行販售，三多商圈亦受其風潮影響。
1970年代，在三多商圈東區，出現了新興的行業—「二手貨交易」，使得三多商圈內開啟新聚集經濟效應。二手貨市場的擴張，促使三多商圈的商業活動量提升，帶動整體的商業發展。因二手貨聚集於三多路區塊，三多路也成為高雄知名的二手商店街，任何家用電器和家具的修復或中古貨交換及販售都隨處可尋。

### 後期發展—多元文化與市場

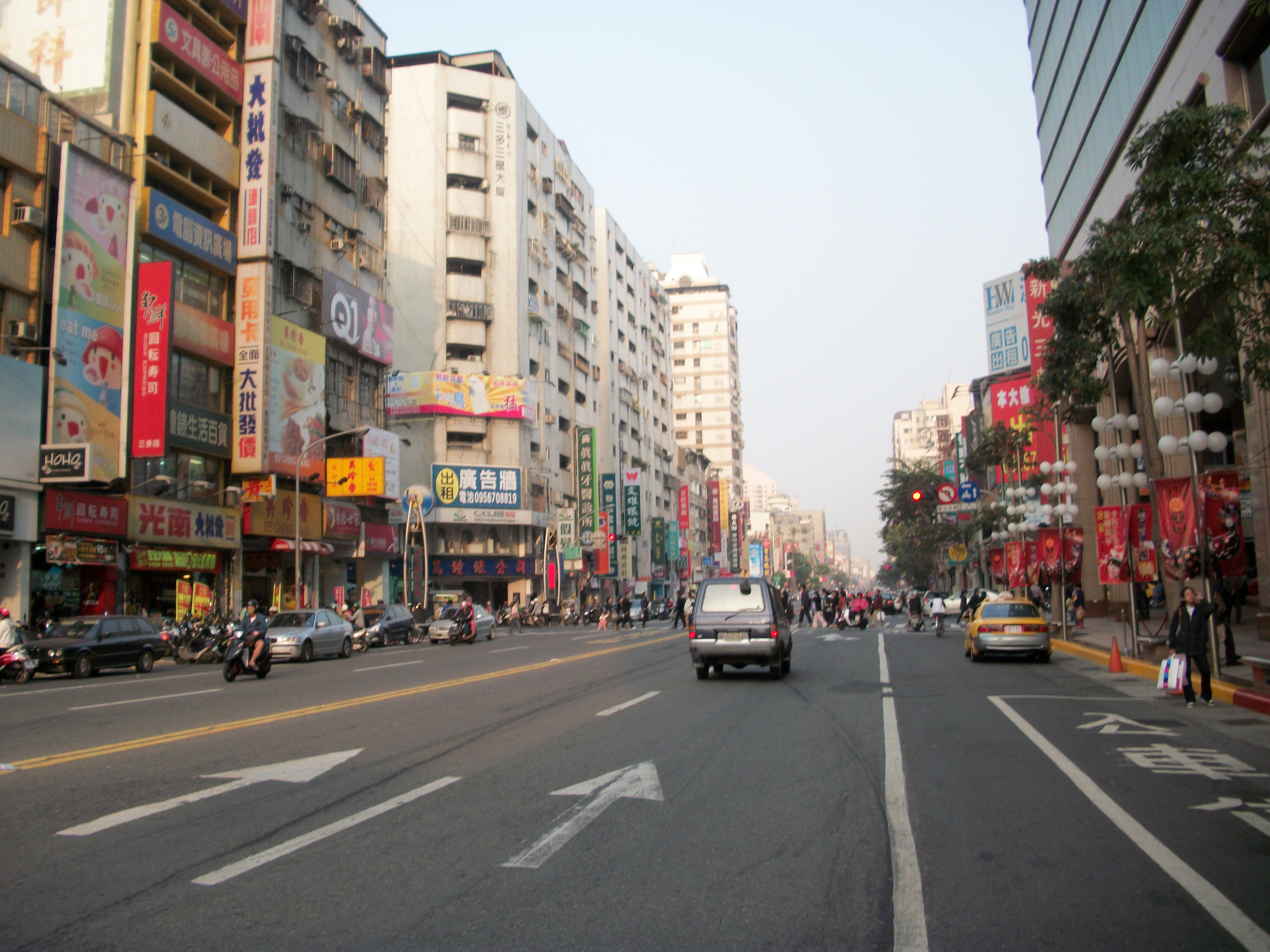
三多商圈街景

1980至1990年代起，三多商圈核心區塊逐漸發展出服務性質商業性活動。1986年，台灣遠東集團董事長徐旭東，於中山路與三多路圓環交叉處，建立了高雄市第一個購物中心－愛買選品中心（Shopping Center，後多譯為購物中心；遠東百貨後亦自鹽埕區商圈移轉後遷併於此）。在三多商圈核心處，宏總集團也在此設立「宏總亞太廣場」，並設立宏總百貨，因而正式開啟了百貨市場在三多商圈的發展，但之後因財團經營不善而倒閉。從此十年開始，三多商圈漸轉型為服務業新興商業活動性質之商圈。
1993年時，三多商圈設立第一家日系百貨公司—新光三越百貨三多店，也開啟了三多商圈內的百貨市場版圖。1996年時，第二家日系百貨公司—太平洋SOGO百貨三多店也在三多商圈開幕，後來東帝士集團又再八五國際廣場開設了建台大丸百貨，使得三多商圈內的百貨市場更為競爭。但隨後因東帝士集團資金週轉不靈，建台大丸百貨宣布歇業，接著太平洋集團經營不善，太平洋SOGO百貨由遠東集團接手主導經營，接手後也使得太平洋SOGO百貨經營狀況日趨平穩。而三多商圈內的愛買選品中心／遠東百貨也在1996年時進行重建工程，2001年10月1日正式以「FE21'Mega大遠百（購物中心）」高雄店之名開幕。
隨著當地商業發展的走向，三多商圈除了大型百貨商場的開設，也漸漸開始引進小型商家入駐，而由各種商業活動的結合也創造了新興的商業區塊。
而由於三家大型百貨業的在當地的經營及環境改善，吸引眾多人潮前往三多商圈購物與消費，除了增進三多商圈成為房地產的重點區域，另一方面，也吸引不少商家前往三多商圈進行投資及經營。多樣的商店，多樣的百貨業，造就三多商圈的生活圈完整性更為完善。

### 高雄市三多商圈發展協會的成立
由旅悅國際青年旅館徐老闆草擬「高雄市三多商圈發展協會」宗旨及章程草案後，邀請熱忱及關心商圈發展的店家一同推動成立工作，並著手振興三多商圈；協會於2021年(民國110年)9月4日正式成立，開啟商圈店家合作一起振興商圈新頁；「高雄市三多商圈發展協會」以開拓商機、繁榮商圈、商圈國際化、增進居民福利、建立在地創新網絡、協助三多商圈重建觀光行銷亮點及重返高雄商業軸心、並促進大高雄觀光商機j為宗旨。
截至2023年3月，會員店家已達70家。

## 歷史文物

### 聖公媽
除商店街外，三多商圈內也仍有古蹟留存。位於苓雅寮舊部落的聖公媽廟是高雄市最特殊的廟宇，廟中廟是它重要的特色之一，靈驗傳說極多，傳說聖公媽對從事特種行業的女子有特別的庇廕，此一說法與二戰後民間經濟環境不佳，酒吧陪酒女子經常到此膜拜，祈求庇護、平安有關。農曆八月初七到十四日為聖公媽的千秋，過去野台戲酬神熱鬧非凡。

### 陳中和紀念館
陳中和紀念館為富商陳中和故居，約在1920年興建，建築富歐洲文藝復興式的傳統，現作為陳中和翁慈善基金會辦公室及紀念館使用。

## 交通建設
- 高雄捷運
  -  紅線：三多商圈站
  -  環狀輕軌：高雄展覽館站

## 外部連結
- 第八屆台灣網界博覽會 國立鳳山高中 三多商圈專題研究（页面存档备份，存于）
- 第十二屆國際網界博覽會 國立鳳山高中 三多商圈專題研究（页面存档备份，存于）
- 高雄市三多商圈發展協會 （页面存档备份，存于）